# Шишбовил
Шишбовил (фр. Chicheboville) насеље је и општина у северној Француској у региону Доња Нормандија, у департману Калвадос која припада префектури Кан.
По подацима из 2011. године у општини је живело 509 становника, а густина насељености је износила 67,51 становника/km². Општина се простире на површини од 7,54 km². Налази се на средњој надморској висини од 25 метара (максималној 72 m, а минималној 17 m).

## Демографија
| 1962. | 1968. | 1975. | 1982. | 1990. | 1999. | 2011. |
| ----- | ----- | ----- | ----- | ----- | ----- | ----- |
| 324   | 377   | 395   | 453   | 463   | 459   | 509   |

График промене броја становника у току последњих година